# Delosperma jansei
Delosperma jansei es una especie de planta suculenta perteneciente a la familia de las aizoáceas. Es nativa de Sudáfrica.

## Descripción
Es una  planta suculenta perennifolia que alcanza un tamaño de 15 cm de altura a una altitud de 1000 - 1800  metros en Sudáfrica.

## Taxonomía
Delosperma  jansei fue descrita por   N.E.Br. y publicado en Man. Pl. Transvaal (Burtt Davy) 1: 39, 157, 158. 1926
Etimología
Delosperma: nombre genérico que deriva de las palabras griegas: delos = "abierto" y sperma = "semilla"  donde hace referencia al hecho de que las semillas son visibles en las cápsulas abiertas.
 jansei: epíteto
Sinonimia
- Delosperma denticulatum L.Bolus[2]